# Лакановские семинары

Жак Лакан на семинаре 1970/71

Свои Семинары Жак Лакан начал проводить в 1952 году в квартире своей будущей жены Сильвии Батай. Изначально семинары задумывались как работа с пятью основными клиническими случаями Зигмунда Фрейда, первый (1951/52) был посвящён Случаю человека с крысой, второй (1952/53) Случаю человека с волками. Поскольку запись на этих семинарах не велась, мы знаем о них только по воспоминаниям и конспектам, сделанным участниками семинаров много лет спустя.
Свои публичные семинары Лакан начинает в 1953 году в Клинике Святой Анны, где основными его слушателями становятся врачи-психиатры и психоаналитики. Несмотря на большую философскую эрудицию, все его выводы напрямую касаются психоаналитической техники и имеют большое клиническое значение. В госпитале Св. Анны он проводит семинары:
- 1953/54: Работы Фрейда по технике психоанализа (русский перевод – М.: Гнозис/Логос, 1998);
- 1954/55: «Я» в теории Фрейда и в технике психоанализа (русский перевод – М: Гнозис/Логос, 1999);
- 1955/56: Психозы (русский перевод - М.: Гнозис/Логос, 2014);
- 1956/57: La relation d’objet;
- 1957/58: Образования бессознательного (русский перевод – М.: Гнозис/Логос, 2002);
- 1958/59: Le désir et son interprétation;
- 1959/60: Этика психоанализа (русский перевод – М.: Гнозис/Логос, 2006);
- 1960/61: Le transfert, dans sa disparité subjective, sa prétendue situation, ses excursions techniques;
- 1961/62: L’identification;
- 1962/63: Тревога (русский перевод – М: Гнозис/Логос, 2010);
- 1963: Имена-Отца (русский перевод – М.: Гнозис/Логос, 2005).

Обложка первого публичного семинара "Les écrits techniques de Freud", где Лакан высказывает свой известный тезис: "Слово СЛОН намного реальнее настоящего слона". С тех пор слон считается эмблемой лакановского психоанализа

В 1964 году в связи с расколом внутри Французского Общества Психоанализа [Société Française de Psychanalyse], Лакану было запрещено вести семинары в Клинике Св. Анны. С этого времени он начинает вести семинары в университете, ориентируясь, главном образом, уже не на врачей, а на учёных-гуманитариев и студентов. По приглашению Фернана Броделя и Клода Леви-Стросса 11-й сезон своих семинаров Лакан начинает в Эколь Нормаль Суперьёр, самом влиятельном университете Франции. Хотя Лакан вынужден покинуть стены клиники, он продолжает работать с душевнобольными и вести “презентации больных” вплоть до 1981 года. В Эколь Нормаль он проводит семинары:
- 1964: Четыре основные понятия психоанализа (русский перевод – М.: Гнозис/Логос, 2004)
- 1964/65: Problèmes cruciaux pour la psychanalyse
- 1965/66: L'objet de la psychanalyse
- 1966/67: La logique du phantasme
- 1967/68: L’acte analytique
- 1968/69: D’un Autre à l’autre

В связи со студенческими выступлениями 1968 и кризисом университетов Лакан вынужден покинуть стены Эколь Нормаль и перенести свои семинары на Юридический Факультет Университета Париж-7 “Дени Дидро”, где помимо академического сообщества адресатом его речи становится ещё и полис. О социально-политическом значении семинаров говорит хотя бы тот факт, что несколько лекций 1969 года были сорваны экстремистски настроенной молодёжью. Тем не менее, Лакан выступает здесь со следующими семинарами:
- 1969/70: Изнанка психоанализа (русский перевод – М.: Гнозис/Логос, 2008)
- 1970/71: D'un discours qui ne serait pas du semblant
- 1971/72: … ou pire
- в тот же год: Le savoir du psychanalyste
- 1972/73: Ещё... (русский перевод – М: Гнозис/Логос, 2011)
- 1973/74: Les non-duper errent
- 1974/75: R.S.I.
- 1975/76: Le sinthome
- 1976/77: L’insu que sait de l’une-bévue s’aile à mourre
- 1977/78: Le moment de conclure
- 1978/79: La topologie et le temps

Свой последний семинар 1980 “Dissolution” Лакан проводит в Каракасе, где его учение ассимилировалось наиболее быстро, а лакановские школы развивались наиболее активно. Поэтому неудивительно, что Латинская Америка считается столицей современного психоанализа.
Жак Лакан предпочитал речь письму и никогда не издавал своих семинаров и не занимался их редактированием; из всего колоссального наследия самим Лаканом были написаны лишь «Письмена» (Écrits, 1966) и «Другие письмена» (Autre écrits, 2001). По этой причине сегодня существует несколько версий семинаров, записанных и расшифрованных несколькими его учениками: Международная лакановская ассоциация издала 28 из 30 семинаров под редакцией Шарля Мельмана, Школа Фройдова Дела и Школа лакановского психоанализа также публикуют свои версии семинаров.
Сегодня лакановские семинары переведены на десятки языков, и работа над ними входит в обязательную программу подготовки психоаналитиков во всем мире.

## Семинары в Интернете
- Семинар 1957/58: Образования бессознательного
- Семинар 1959/60: Этика психоанализа
- Семинар 1964: Четыре основные понятия психоанализа
- Семинар 1969/70: Изнанка психоанализа